# François Walker
François Walker va ser un gimnasta artístic francès que va competir en els anys posteriors a la Primera Guerra Mundial.
El 1920 va prendre part en els Jocs Olímpics d'Anvers, on guanyà la medalla de bronze en el concurs complet per equips del programa de gimnàstica. En el concurs complet individual fou quinzè.